# 硫化マンガン(II)
硫化マンガン(II)（りゅうかマンガン、英: Manganese(II) sulfide）は、マンガンの硫化物で、天然には閃マンガン鉱に存在する。

## 合成
塩化マンガン(II)などのマンガン(II)塩と硫化アンモニウムとを反応させる。
{\displaystyle {\ce {(NH4)2S\ + MnCl2 -> 2NH4Cl\ + MnS}}}
硫酸マンガン(II)を一酸化炭素で加熱還元する製造法も開発されている。

## 用途
粉末冶金の分野で、焼結部品の機械加工性を改良するための添加剤として利用される。

## 構造
結晶構造は塩化ナトリウムに類似する。